# Бобров, Виктор Александрович
Виктор Александрович Бобров (род. 1 января 1984, Новочебоксарск) — российский хоккеист, нападающий. Обладатель бронзовой медали чемпионата КХЛ сезона 2014/15.

## Карьера
Воспитанник новочебоксарского хоккея. Начал свою профессиональную карьеру в 2002 году в составе электростальского «Элемаша», выступая до этого за фарм-клуб московского ХК ЦСКА. В том же году на драфте НХЛ был выбран в 5-м раунде под общим 146 номером клубом «Калгари Флэймз». В 2005 году подписал контракт с клубом Высшей лиги ХК «Дмитров», в составе которого в сезоне 2005/06 набрал 19 (8+11) очков в 59 проведённых матчах.
Перед началом следующего сезона Бобров стал игроком воскресенского «Химика», где он выступал на протяжении трёх сезонов, в 2008 году завоевав вместе с командой право выступать в дебютном сезоне КХЛ. В межсезонье, предшествовавшее старту КХЛ, Виктор покинул команду и отправился в екатеринбургский «Автомобилист», однако уже спустя месяц он вернулся в Воскресенск. Всего в составе воскресенцев Бобров провёл 179 матчей, в которых он набрал 98 (50+48) очков.
В 2009 году Виктор заключил соглашение с чеховским «Витязем», где выступал на протяжении последующих двух сезонов. В 96 проведённых матчах Бобров набрал 39 (20+19) очков. 5 мая 2011 года он принял решение покинуть команду, после чего подписал контракт с мытищинским «Атлантом».
По ходу сезона 2012/13, перешёл в систему клуба «Сибирь», в которой играл до 2013 года, сыграл 15 матчей и набрал (1+4) очков. 30 января было официально объявлено о переходе Боброва в московский «Спартак» в обмен на нападающего Олега Губина.
6 мая 2016 года вернулся в «Спартак», где подписал соглашение на 2 сезона. В декабре 2017 года клуб поместил Виктора Боброва в список отказов.

## Статистика
| Легенда | Легенда                    | Легенда | Легенда                   | Легенда | Легенда    |
| ------- | -------------------------- | ------- | ------------------------- | ------- | ---------- |
| И       | Количество проведённых игр | Штр     | Штрафное время            | +/−     | Плюс-минус |
| Г       | Голы                       | П       | Голевые передачи          | О       | Очки       |
| -       | Статистика неизвестна      | —       | Статистика не учитывалась |         |            |

### Клубная карьера
- a В этом сезоне в «Плей-офф» учитывается статистика игрока в Кубке Надежды.